# Bryophilopsis nesta
Bryophilopsis nesta is een vlinder uit de familie visstaartjes (Nolidae). De wetenschappelijke naam van deze soort is voor het eerst geldig gepubliceerd in 1910 door Fletcher T. B..
De soort komt voor in tropisch Afrika.